# Distrikt Carmen de la Legua-Reynoso

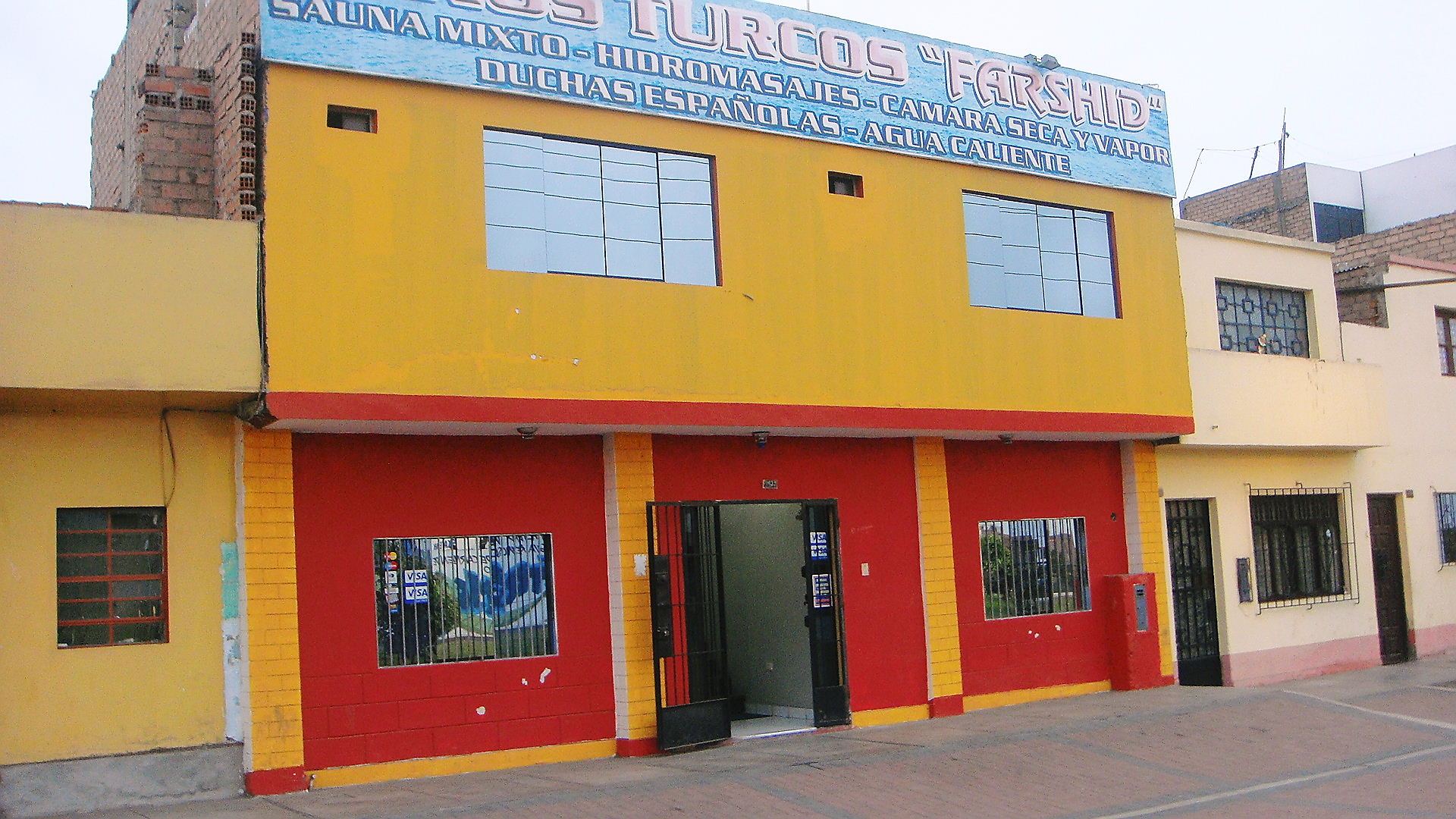
Straßenszene in Carmen de la Legua-Reynoso

Der Distrikt Carmen de la Legua-Reynoso liegt in der konstitutionellen Provinz Callao im zentralen Westen von Peru. Der Distrikt wurde am 4. Dezember 1964 gegründet. Er hat eine Fläche von 1,93 km². Beim Zensus 2017 lebten 42.240 Einwohner im Distrikt. Im Jahr 1993 lag die Einwohnerzahl bei 38.149, im Jahr 2007 bei 41.863. Der Distrikt ist identisch mit der 54 m hoch gelegenen Stadt Carmen de la Legua-Reynoso.

## Geographische Lage
Der Distrikt Carmen de la Legua-Reynoso liegt im Südosten der Provinz Callao. Der Distrikt hat eine rechteckförmige Gestalt mit einer Längsausdehnung in Ost-West-Richtung von etwa 1,8 km sowie einer Breite von etwa 950 m. Der Río Rímac verläuft entlang der nördlichen Distriktgrenze nach Westen. Der Distrikt Carmen de la Legua-Reynoso gehört zum Ballungsraum Lima und ist vollständig urban.
Der Distrikt Carmen de la Legua-Reynoso grenzt im Süden, Westen und Norden an den Distrikt Callao sowie im Osten an den Distrikt Lima (Provinz Lima).